# فرودگاه هوالین
فرودگاه هوالین (به انگلیسی: Hualien Airport) یک فرودگاه همگانی با کد یاتا HUN است که یک باند فرود بتن دارد و طول باند آن ۲۷۵۰ متر است. این فرودگاه در کشور تایوان قرار دارد و در ارتفاع ۱۶ متری از سطح دریا واقع شده‌است.

## شرکت‌های هواپیمایی و مقصدهای پروازی
| شرکت‌های هواپیمایی | مقصدهای پروازی     |
| ----------------- | ------------------ |
| هنگ کنگ اکسپرس    | هنگ کنگ            |
| مندرین ایرلاینز   | تیچون، گاوشیونگ    |
| Thai Vietjet Air  | چارتر: سووارنابومی |
| Uni Air           | سونگشان تایپه      |